# فوریوزا
فوریوزا (لهستانی: Furioza) یک فیلم اکشن جنایی لهستانی است که در سال ۲۰۲۱ منتشر شد.
تصویربرداری فیلم در سال ۲۰۱۹ در شهرهای گدنیا و گدانسک انجام شد.

## گزیدهٔ بازیگران
- ماتئوش باناشوک
- ورونیکا کشیانژکیه‌ویچ
- ماتئوش دامینتسکی
- ووکاش سیملات
- وویچیخ ژیلینسکی
- شیمون بوبروفسکی
- یانوش خابیور
- سباستیان استانکیه‌ویچ
- پائولینا گاوونسکا
- سزاری ووکاشویچ
- آنیتا سوکووفسکا
- سیلویا یوشچاک-کراوچیک
- آدام زدرویکوفسکی
- ماریوش درنژک
- میخاو وُدارچیک